# José Silva
José Silva (1914. augusztus 11. – 1999. február 7.), az agykontroll módszer megalapítója.

## Élete
José Silva 1914. augusztus 11-én született a Texas állambeli Laredóban. Négyéves volt, amikor apja meghalt. Édesanyja hamarosan újra férjhez ment. Ekkor José nővérével és öccsével a nagyanyjukhoz költözött. Két év múlva ő lett a család kenyérkeresője: újságot árult, cipőt tisztított és alkalmi munkákat vállalt. Esténként figyelte nővérét és öccsét, ahogy házi feladatukat írják, ők pedig segítettek neki írni és olvasni tanulni. Soha nem járt iskolába, csak tanítani. José felemelkedése a szegénységből akkor kezdődött, amikor egy nap a borbélynál a sorára várt. Valami olvasnivalót keresett, amikor egy rádiójavításra kiképző levelező tanfolyam egyik füzete akadt a kezébe. José kölcsönkérte, de a borbély csak pénzért, és csak azzal a feltétellel adta oda, ha vállalja, hogy később az ő nevében levizsgázik az anyagból. José hetente egy dollárt fizetett, elolvasta a füzeteket, majd letette a vizsgát. Nemsokára egy diploma lógott a borbélyüzlet falán, s a 15 éves José elkezdte városszerte javítani a rádiókat. Évek múltán javító üzlete a környék egyik legnagyobbja lett. Az így keresett pénz lehetővé tette öccsének és nővérének a továbbtanulást, Josénak a házasságot, valamint azt a 20 éves kutatást, ami az agykontroll kifejlesztéséhez vezetett, s ami neki mintegy félmillió dollárjába került. Egy másik diplomás ember, aki a borbélynál tisztességesebb módon szerezte diplomáját, akaratlanul is elősegítette ezt a kutatást. Az illető pszichiáter volt, aki kérdéseket tett fel a II. világháború alatt a Híradós alakulatba besorozott férfiaknak: Szokott ágyba vizelni? –José megdöbbent. Szereti a nőket? –José, akkor három, majd később tíz gyermek apja, elcsodálkozott. Ez az ember biztosan többet tud az emberi lélekről, mint a borbély a rádiókról –gondolta. Vajon miért tesz fel ilyen ostoba kérdéseket? Ez a meghökkenés indította el Josét egy tudományos kutatói pályán, melynek révén, diplomák és bizonyítványok nélkül, korának egyik legkreatívabb tudósa lett. Írásaikon keresztül Freud, Jung és Adler voltak korai tanítói. Az ostoba kérdések mélyebb értelmet nyertek, és hamarosan Joséban megfogalmazódott saját kérdése: Lehet-e hipnózissal fokozni egy ember tanulási képességeit, meg lehet-e növelni IQ-értékét (intelligencia hányadosát)? Abban az időben az IQ-értékről azt tartották, hogy az az emberben már születésekor meglévő adottság. José ebben nem volt annyira biztos. A kérdést békésebb időkre kellett halasztania. Megint elektronikát tanult, hogy a Híradós alakulatban oktatóvá léptessék elő. Leszerelésekor megtakarított pénze már elfogyott, zsebében mindössze 200 dollár lapult. Lassan újra elkezdte kiépíteni üzletét. Egyúttal tanári mellékállást is vállalt a laredói Junior College-ben, ahol három másik tanár főnöke lett, s feladatul kapta az iskola elektronikai laboratóriumának megteremtését is. Öt évvel később, a televízió megjelenésével, javító vállalkozása virágozni kezdett, és José abbahagyta a tanítást. Üzlete újra a város legnagyobbja lett. Minden nap este kilencig dolgozott.
Magyarországon Domján László terjesztette el az önszuggesztióra alapuló módszertant.

## Művei magyarul
- José Silva–Philip Miele: Agykontroll Silva módszerével. Életünk megváltoztatásának döbbenetes módja; ford. Domján László, Domjánné Harsányi Katalin, Domján Gábor; Domján László, Bp., 1989
- A Silva-módszer. Az emberiség megjobbításáért; ford. Domján László, Domján Gábor, Domjánné Harsányi Katalin; Agykontroll, Bp., 1990
- José Silva–Robert B. Stone: Gyógyíthatsz. Az öngyógyítás és gyógyítás döbbenetes módja; ford. Domján László, Domján Andrea; Agykontroll Gmk., Bp., 1990
- José Silva–Robert B. Stone: Agykontroll mesterfokon (nem csak) az üzleti életben; ford. Kovács János; Agykontroll, Bp., 1992
- José Silva–Ed Bernd jr.: A sikeres üzletember. Silva módszere üzletkötők és menedzserek számára. Üzletkötési gyakorlatok a világhírű agykontroll-programmal; ford. Béresi Csilla; Édesvíz, Bp., 1992 (Út a sikerhez)
- Agykontroll. Tanfolyami kézikönyv; José Silva és munkatársai anyagának felhasználásával összeáll. Domján László, Domján Gábor; Agykontroll, Bp., 1996
- Domján László: Agykontroll tanfolyam után; újraprogramozáshoz felhasznált mentális gyakorlatok szövege José Silva, ford. Domján Gábor; Agykontroll, Bp., 2003 + CD

## Külső hivatkozások
- Az Agykontroll hazai oldala
- Az Agykontrollal foglalkozó magyar portál Archiválva 2011. február 10-i dátummal a Wayback Machine-ben
- Silva International Inc. (Texas)
- Silva Ultramind Systems (Texas)
- Ultramind Systems – Németország Archiválva 2009. április 22-i dátummal a Wayback Machine-ben
- Silva International Inc. – Németország
- José Silva élete (angol)
- Megfejtik az agykontroll működését (Index, 2010. április 2.)